# Luděk Kapitola
Luděk Kapitola (12. dubna 1922 Horní Kubín - 29. dubna 2002 Praha) byl český a československý politik Československé strany socialistické, představitel prokomunistické frakce strany, šéfredaktor Svobodného slova a tajemník ÚV ČSS, poslanec České národní rady a Sněmovny lidu Federálního shromáždění za normalizace.

## Biografie
Absolvoval gymnázium, v letech 1943-45 byl totálně nasazen u pobočky Daimler-Benz v Nové Pace. Po válce vystudoval Právnickou fakultu UK.
Po únorovém převratu v roce 1948 patřil mezi hlavní postavy prokomunistické frakce tehdejší národně socialistické strany, kteří ve straně převzali moc a proměnili ji na Československou stranu socialistickou coby loajální součást komunistického režimu. Vedl tehdy kulturně-propagační odbor strany. V rámci ČSS pak výrazněji mocensky postoupil na konci 50. let, kdy došlo na nátlak KSČ k čistkám ve vedení podniku Melantrich a deníku Svobodné slovo. Z funkce šéfredaktora Svobodného slova byl tehdy odvolán Ladislav Technik a jeho post zaujal Luděk Kapitola. Na této pozici setrval až do pražského jara v roce 1968, kdy v rámci reformního hnutí v březnu 1968 z postu šéfredaktora odstoupil. Za normalizace jeho politická kariéra pokračovala. K roku 1981 se profesně uvádí jako tajemník Ústředního výboru Čs. strany socialistické. V červenci 1968 byl přijat v rámci demokratizace jako první nekomunista od února 1948 do československého diplomatického sboru. V roce 1969 byl jmenován velvyslancem v Argentině, kde působil do roku 1975. Po návratu do Prahy byl jmenován zástupcem ředitele Československého ústavu zahraničního a opět se také angažoval v domácí politice.
Dlouhodobě zasedal v zákonodárných sborech. Ve volbách roku 1976 byl zvolen do České národní rady. Ve volbách roku 1981 zasedl do Sněmovny lidu (volební obvod č. 5 - Praha 4-jihovýchod). Mandát získal i ve volbách roku 1986 (obvod Praha-4-severovýchod). Ve Federálním shromáždění setrval do konce funkčního období, tedy do voleb roku 1990. Netýkal se ho proces kooptací do Federálního shromáždění po sametové revoluci.
Státní bezpečnost evidovala Luďka Kapitolu (nar. 12. 4. 1922) jako tajného spolupracovníka (krycí jméno LUDĚK).